# Ajmonia lehtineni
Ajmonia lehtineni är en spindelart som beskrevs av Yuri M. Marusik och Koponen 1998. Ajmonia lehtineni ingår i släktet Ajmonia och familjen kardarspindlar.
Artens utbredningsområde är Mongoliet. Inga underarter finns listade i Catalogue of Life.